# Hua Mulan (película de 2009)
Mulan es una película de 2009 dirigida por Jingle Ma.

## Sinopsis
Cuenta la historia épica de la chica guerrera china Hua Mulan, que pelea para defender a su padre.Donde se somete a la guerra y ahí se hace pasar por hombre

## Elenco
- Zhao Wei como Hua Mulan.
- Xu Jiao como joven Hua Mulan.
- Chen Kun como Wentai.
- Hu Jun como Mendu.
- Jaycee Chan como Fei Xiaohu.
- Nicky Lee como Hu Kui.
- Angel Liu como princesa Rouran.
- Rongguang Yu como Hua Hu.
- Vitas como Gude.
- Sun Zhou como emperador de Wei.

## Canciones
- Mulan Qing (木蘭情) por Stephanie Sun
- Beneath the Glory por Vitas
- Mulan Xing (木蘭星) por Jane Zhang